# Pachyurinus
Pachyurinus là một chi bọ cánh cứng trong họ Belidae.